# 富士フイルムビジネスイノベーショングリーンエルクス
富士フイルムビジネスイノベーショングリーンエルクス（ふじフイルムビジネスイノベーショングリーンエルクス）は、2022年現在、トップイーストリーグBグループに所属の富士フイルムビジネスイノベーションのラグビーユニオンチーム。
2022年9月、富士フイルムビジネスイノベーションラグビー部から改称した。

## 概要
- 1985年創部、翌1986年から関東社会人リーグ4部に参戦。
- チームの練習や公式戦を行うグラウンドは、神奈川県海老名市にある。
- 2021年、社名変更に伴って富士ゼロックスFIREBIRDから富士フイルムビジネスイノベーションラグビー部にチーム名変更。
- 2022年9月、チーム名称を富士フイルムビジネスイノベーショングリーンエルクスに改称[1]。

## チームスローガン
- 「Enjoy＆Hard」

## タイトル
最上位リーグ
なし
下位リーグ
- トップイーストリーグDiv.2　優勝：1回（2018）
- 関東社会人リーグ1部　優勝：2回（2012, 2015）

## 成績

### リーグ戦戦績
- 2000-2001 関東社会人リーグ3部 Cブロック 3位（4勝2敗）
- 2001-2002 関東社会人リーグ3部 Aブロック 優勝（6勝）、関東社会人リーグ2部昇格
- 2002-2003 関東社会人リーグ2部 Aブロック 8位（7敗）
- 2003-2004 関東社会人リーグ2部 Cブロック 優勝（7勝）
- 2004-2005 関東社会人リーグ2部 Aブロック 2位（6勝1敗）
- 2005-2006 関東社会人リーグ2部 Cブロック 2位（5勝2敗）
- 2006-2007 関東社会人リーグ2部 Bブロック 優勝（7勝）関東社会人リーグ1部昇格
- 2007-2008 関東社会人リーグ1部 10位（2勝8敗）
- 2008-2009 関東社会人リーグ1部 6位（6勝5敗）
- 2009-2010 関東社会人リーグ1部 6位（6勝5敗）
- 2010-2011 関東社会人リーグ1部 7位（4勝6敗）
- 2011-2012 関東社会人リーグ1部 3位（5勝2敗）
- 2012-2013 関東社会人リーグ1部 優勝（5勝2敗）、順位決定戦：1位、トップイーストリーグDiv.2昇格
- 2013-2014 トップイーストリーグDiv.2 6位（2勝5敗）
- 2014-2015 トップイーストリーグDiv.2 7位（2勝5敗）、順位決定戦の結果、関東社会人リーグ1部降格
- 2015-2016 関東社会人リーグ1部 優勝（7勝）、順位決定戦：1位、トップイーストリーグDiv.2昇格
- 2016-2017 トップイーストリーグDiv.2 4位（3勝4敗）
- 2017-2018 トップイーストリーグDiv.2 5位（3勝4敗）
- 2018-2019 トップイーストリーグDiv.2 優勝（6勝1敗）、順位決定戦：2位、トップイーストリーグDiv.1昇格
- 2019-2020 トップイーストリーグDiv.1 10位（9敗）、順位決定戦：1位、リーグ再編に伴いトップイーストリーグBグループへ参入[2]
- 2020-2021 リーグ戦中止
- 2021-2022 トップイーストリーグBグループ 2位（5勝1分2敗）、入替戦：敗北、トップイーストリーグBグループ残留
- 2022-2023 トップイーストリーグBグループ 4位（1勝7敗）、入替戦：勝利、トップイーストリーグBグループ残留
- 2023-2024 トップイーストリーグBグループ 3位（4勝4敗）
- 2024-2025 トップイーストリーグBグループ 3位（5勝3敗）

## 2020年度スコッド
太字は今年からの新加入選手
| ポジション | 選手名     | 出身校     | 代表 キャップ |
| ---------- | ---------- | ---------- | ------------- |
| PR         | 今津紳吾   | 東海大     |               |
| PR         | 黒田圭汰   | 法政大     |               |
| PR         | 岩元大周   | 國學院大   |               |
| PR         | 久我太士   | 拓殖大     |               |
| PR         | 西村奈将   | 流通経済大 |               |
| HO         | 山本成海   | 拓殖大     |               |
| HO         | 渡邉智永   | 日本体育大 |               |
| LO         | 長岡純也   | 國學院大   |               |
| LO         | 間篠大地   | 立正大     |               |
| LO         | 大黒駿     | 立正大     |               |
| FL/No.8    | 南秀鉉     | 立正大     |               |
| FL/No.8    | 股野航     | 國學院大   |               |
| FL/No.8    | 本田晋太郎 | 東海大     |               |
| FL/No.8    | 林哲平     | 拓殖大     |               |
| FL/No.8    | 平田大貴   | 東海大     |               |

| ポジション | 選手名     | 出身校     | 代表 キャップ |
| ---------- | ---------- | ---------- | ------------- |
| SO         | 三井玲欧   | 関東学院大 |               |
| SO         | 野田晃平   | 日本大     |               |
| WTB        | 関口諒     | 関東学院大 |               |
| WTB        | 鹿内凌     | 日本体育大 |               |
| WTB        | 杉田涼     | 関東学院大 |               |
| WTB        | 福田一輝   | 東海大     |               |
| CTB        | 矢澤巧久留 | 法政大     |               |
| CTB        | 岡田未来   | 東海大     |               |
| CTB        | 土屋翔平   | 東海大     |               |
| CTB        | 鈴木康太   | 東海大     |               |
| CTB        | 菅原拓哉   | 日本体育大 |               |
| FB         | 加藤佑人   | 東海大     |               |
| FB         | 佐藤康史   | 拓殖大     |               |